# Варна (Шабац)
Варна је насеље у Србији у општини Шабац у Мачванском округу. Према попису из 2022. било је 1331 становника.

## Галерија
- Сеоска школа
- Споменик у школском дворишту
- Вила Албедо
- Црква Светог Марка

## Демографија
У насељу Варна живи 1402 пунолетна становника, а просечна старост становништва износи 41,5 година (39,6 код мушкараца и 43,5 код жена). У насељу има 563 домаћинства, а просечан број чланова по домаћинству је 3,05.
Ово насеље је великим делом насељено Србима (према попису из 2002. године), а у последња три пописа, примећен је пораст у броју становника.
|  |

| Демографија | Демографија | Демографија |
| Година      | Становника  | Становника  |
| ----------- | ----------- | ----------- |
| 1948.       | 1.465       |             |
| 1953.       | 1.578       |             |
| 1961.       | 1.561       |             |
| 1971.       | 1.517       |             |
| 1981.       | 1.549       |             |
| 1991.       | 1.613       | 1.583       |
| 2002.       | 1.720       | 1.771       |

| Етнички састав према попису из 2002.‍ | Етнички састав према попису из 2002.‍ | Етнички састав према попису из 2002.‍ | Етнички састав према попису из 2002.‍ | Етнички састав према попису из 2002.‍ |
| ------------------------------------ | ------------------------------------ | ------------------------------------ | ------------------------------------ | ------------------------------------ |
|                                      |                                      |                                      |                                      |                                      |
| Срби                                 | Срби                                 |                                      | 1.696                                | 98,60%                               |
| Роми                                 | Роми                                 |                                      | 5                                    | 0,29%                                |
| Хрвати                               | Хрвати                               |                                      | 3                                    | 0,17%                                |
| Чеси                                 | Чеси                                 |                                      | 1                                    | 0,05%                                |
| Русини                               | Русини                               |                                      | 1                                    | 0,05%                                |
| Руси                                 | Руси                                 |                                      | 1                                    | 0,05%                                |
| Мађари                               | Мађари                               |                                      | 1                                    | 0,05%                                |
| непознато                            | непознато                            |                                      | 12                                   | 0,69%                                |

| Година пописа     | 1948. | 1953. | 1961. | 1971. | 1981. | 1991. | 2002. |
| ----------------- | ----- | ----- | ----- | ----- | ----- | ----- | ----- |
| Број домаћинстава | 291   | 319   | 374   | 382   | 442   | 488   | 563   |

| Број чланова      | 1   | 2   | 3   | 4  | 5  | 6  | 7  | 8 | 9 | 10 и више | Просек |
| ----------------- | --- | --- | --- | -- | -- | -- | -- | - | - | --------- | ------ |
| Број домаћинстава | 120 | 124 | 111 | 94 | 56 | 46 | 10 | 2 | 0 | 0         | 3,05   |

| Пол    | Укупно | Неожењен/Неудата | Ожењен/Удата | Удовац/Удовица | Разведен/Разведена | Непознато |
| ------ | ------ | ---------------- | ------------ | -------------- | ------------------ | --------- |
| Мушки  | 728    | 214              | 441          | 46             | 17                 | 10        |
| Женски | 739    | 121              | 443          | 150            | 21                 | 4         |
| УКУПНО | 1.467  | 335              | 884          | 196            | 38                 | 14        |

| Пол    | Укупно                    | Пољопривреда, лов и шумарство | Рибарство                            | Вађење руде и камена | Прерађивачка индустрија       |
| ------ | ------------------------- | ----------------------------- | ------------------------------------ | -------------------- | ----------------------------- |
| Мушки  | 410                       | 223                           | 0                                    | 0                    | 57                            |
| Женски | 237                       | 138                           | 0                                    | 0                    | 12                            |
| УКУПНО | 647                       | 361                           | 0                                    | 0                    | 69                            |
| Пол    | Производња и снабдевање   | Грађевинарство                | Трговина                             | Хотели и ресторани   | Саобраћај, складиштење и везе |
| Мушки  | 4                         | 24                            | 20                                   | 8                    | 13                            |
| Женски | 0                         | 0                             | 24                                   | 3                    | 5                             |
| УКУПНО | 4                         | 24                            | 44                                   | 11                   | 18                            |
| Пол    | Финансијско посредовање   | Некретнине                    | Државна управа и одбрана             | Образовање           | Здравствени и социјални рад   |
| Мушки  | 2                         | 2                             | 21                                   | 11                   | 8                             |
| Женски | 1                         | 1                             | 4                                    | 19                   | 15                            |
| УКУПНО | 3                         | 3                             | 25                                   | 30                   | 23                            |
| Пол    | Остале услужне активности | Приватна домаћинства          | Екстериторијалне организације и тела | Непознато            | Непознато                     |
| Мушки  | 5                         | 0                             | 0                                    | 12                   | 12                            |
| Женски | 5                         | 0                             | 0                                    | 10                   | 10                            |
| УКУПНО | 10                        | 0                             | 0                                    | 22                   | 22                            |